# Антоненко Віктор Олександрович
Ві́ктор Олекса́ндрович Анто́ненко (нар. 21 червня 1956, Ваймар, НДР) — командир 5-го загону оборони й охорони міста Бровари із 2014 року, міський голова Броварів із 2002 по 2008 роки, депутат Броварської міської ради VI скликання з 2010 по 2015 роки.

## Освіта
Відповідно до офіційної біографії, Віктор Антоненко отримав таку вищу освіту.
- 1974—1978 роки — Полтавське вище зенітно-ракетне командне училище, спеціальність: командна тактична, кваліфікація — інженер із експлуатації радіотехнічних засобів.
- 2005—2008 роки — Національна академія державного управління при Президентові України, спеціальність — «Управління суспільним розвитком», кваліфікація — магістр управління суспільним розвитком.

## Неполітична трудова діяльність
Згідно з офіційною біографією, трудова діяльність Віктора Антоненка така.
- 1973—1974 роки — технік проблемної лабораторії фізичної електроніки радіофізичного КНУ ім Т. Шевченка.
- 1974—1988 роки — служба у Збройних силах СРСР.
- 1989 рік — інженер кооперативу «Ровесник», пізніше перейменований у «Славутич».
- 1990—1992 роки — слюсар-ремонтник електрообладнання Броварського побутового комбінату.
- 1992—1996 роки — електромонтер Броварського підприємства транспортних засобів, яке в 1995 році перейменоване на ТОВ «Автосервіс».
- 1996—1998 роки — директор ТОВ «Автосервіс».
- 1998—2000 роки — президент «Асоціації християн роботодавців в м. Бровари та Броварському районі».
- З 8 жовтня по 30 листопада 2008 року — Броварський міськрайонний базовий центр зайнятості.
- З 2008 року — заступник виконавчого директора — голова департаменту сталого розвитку Асоціації міст України та громад.
- З 2010 року — заступник директора центру з правової допомоги містам, Всеукраїнська Асоціація ОМС «Асоціація міст України».

## Політична діяльність
За даними офіційної біографії, у 2001 році Віктор Антоненко працював помічником-консультантом народного депутата України.
У 2002 році він обраний міським головою Броварів, після переобрання пропрацював на цій посаді до 24 липня 2008 року.
На місцевих виборах 2015 року Віктор Антоненко знову балотувався у міські голови Броварів — як самовисуванець.

### Вибори 2006 року
За даними Центральної виборчої комісії, на виборах міського голови Броварів 26 березня 2006 року нібито переміг Дмитро Ратніков, якого висував Блок Юлії Тимошенко. Відповідно до інформації ЗМІ, у ході передвиборчої кампанії кандидати в міські голови Дмитро Ратніков, Євген Гредунов і кандидат у міські депутати від «Нашої України» Ігор Лузан заявляли про застосування чинним мером Віктором Антоненком «чорного піару» та адміністративного ресурсу. Антоненко висувався від Української партії «Єдність» (голова — Олександр Омельченко), до якої, зі слів Євгена Гредунова, вступив за декілька тижнів до виборів.
31 березні 2006 року Броварська міська виборча комісія визнала вибори міського голови недійсними на підставі численних заяв і скарг про системні порушення, з якими нібито проводився виборчий процес. Повторні вибори мера Броварів призначили на 18 червня. В ході нової передвиборчої кампанії політсили Блок Юлії Тимошенко, Українська партія «Єдність» і «Віче» утворили у Броварській міській раді коаліційну більшість, яка підтримала чинного мера Віктора Антоненка на перевиборах. Віктор Антоненко переміг на нових виборах, після чого обіймав посаду міського голови до усунення у 2008 році.

### Звільнення з посади мера Броварів
24 липня 2008 року Броварська міська рада 38-ми голосами із 42-х звільнила Віктора Антоненка з посади міського голови Броварів. За даними джерел видання «Деловая столица» (укр. «Ділова столиця»), причиною відставки стала відмова міської влади від практики безкоштовного виділення земельних ділянок, а також — налагодження практики передавання в оренду земельних наділів через аукціони та конкурси. Зі слів прихильників Віктора Антоненка, причина звільнення міського голови — його непоступливість низці бізнесменів у земельних питаннях. Водночас, опоненти екс-мера вказують, що депутати проголосували за недовіру через те, що Віктор Антоненко взяв під свій повний контроль все землевідведення у Броварах. Після відставки обов'язки міського голови став виконувати секретар Броварської міської ради Ігор Сапожко, на той час представник Блоку Юлії Тимошенко. Виконуючим обов'язки він пробув два роки, після чого виграв вибори мера на місцевих виборах 2010 року.

### Скандали
Під час засідань сесій Броварської міської ради VI скликання Віктор Антоненко голосував за скандальні земельні рішення разом із більшістю у раді, підконтрольній Партії регіонів та міському голові Ігорю Сапожку.

## Громадська діяльність
Відповідно до офіційної біографії, із січня 2005 року Віктор Антоненко обраний головою Київського регіонального відділення Асоціації міст України та громад, а в березні обраний віце-президентом асоціації, головою секції середніх міст України. Згідно з розпорядженням Київської обласної державної адміністрації від 4 квітня 2005 року — член Колегії. З липня 2005 року — член Конгресу місцевих та регіональних влад України.

## Родина
За даними Віктора Антоненка, склад його сім'ї такий.
- Антоненко Олена Миколаївна — дружина, 1956 року народження, родом із міста Ніжин Чернігівської області.
- Притульська Світлана Вікторівна — донька, 1978 року народження.
- Антоненко Денис Вікторович — син, 1985 року народження.